# MDN Web Docs

Logo MDN Web Docs

MDN Web Docs (dříve známé jako Mozilla Developer Network, původně Mozilla Developer Center) jsou webové stránky provozované Mozilla Foundation, které obsahují dokumentaci k projektům založených na Mozille jako Firefox či Thunderbird a webových standardům a technologiím (např. HTML5 nebo JavaScript). Veškerý editovatelný obsah je ukládán v Git repozitáři na GitHub.com, který umožňuje každému uživateli navrhovat úpravy a diskutovat změny. Server byl založen v roce 2005 pod názvem Mozilla Developer Center a část jeho obsahu pocházela z dnes již zrušeného serveru Netscape DevEdge.